# Geschnürter Schlauchtang
Der Geschnürte Schlauchtang (Scytosiphon lomentaria) ist eine kosmopolitisch verbreitete Braunalgenart aus der Ordnung der Ectocarpales.

## Beschreibung
Die Art bildet olivbraune, röhrenförmige, unverzweigte und bis zu 20 cm lange Thalli mit einem Durchmesser von 1–6 mm aus. Sie sind innen hohl und in unregelmäßigen Abschnitten merklich eingeschnürt. Diese länglich-zylindrischen Thalli stellen die einjährige gametophytische Phase der Alge dar und bilden Sporangien aus, die als dunkle Flecken auf dem Thallus sichtbar sind. Die langen Thalli entspringen oft zahlreich einer braunen, krustigen Basis, die eine ausdauernde (mehrjährige) sporophytische Phase darstellt.

## Verbreitung
Scytosiphon lomentaria ist weltweit in den gemäßigten Teilen der Ozeane verbreitet. So findet man sie etwa an den nordatlantischen Küsten von Skandinavien, Irland, Großbritannien, Frankreich, Spanien, Kanada und den USA, im Mittelmeerraum, sowie im Nordpazifik u. a. an den Küsten von Alaska, Kanada, Kalifornien, Russland, Japan und China, im Südpazifik etwa in Chile, Australien und Neuseeland.
Die einjährigen Thalli sind vor allem im Sommer in der oberen Gezeitenzone zu finden. Die Alge wächst bevorzugt auf Kies oder Schalen von Weichtieren.

## Etymologie
Der Gattungsname Scytosiphon setzt sich aus den griechischen Wörtern skytos (Leder) und siphōn (Röhre) zusammen und bezieht sich auf die Beschaffenheit der Thalli. Das Artepithet lomentaria bezieht sich auf die zahlreichen Einschnürungen, die an Lomente (Gliederhülsen) bei Hülsenfrüchtlern erinnern.